# Mont Kubrick
Pour les articles homonymes, voir Kubrick (homonymie).
Le mont Kubrick (Kubrick Mons) est une montagne située sur Charon, nommée d'après le réalisateur Stanley Kubrick. La montagne est située dans une dépression, elle-même située dans la plaine Vulcain. La façon dont elle s'est formée est inconnue.